# Comrade X
Comrade X ist eine US-amerikanische Filmkomödie aus dem Jahr 1940 von King Vidor nach einer Erzählung von Walter Reisch.

## Handlung
Comrade X ist die Bezeichnung für einen anonymen Reporter, der unangenehme Stories über die stalinistische Sowjetunion an einen großen Zeitungsverlag schickt. Der Reporter Mac Thompson, Moskau-Korrespondent des Texas Bugle, ist dieser mysteriöse Nachrichtenschreiber. Damit ihm niemand auf die Spur kommt, tarnt er sich als verantwortungsloser Lebemann, der seine journalistischen Ideale längst verraten hat. Vanya, ein Diener in Thompsons Moskauer Hotel, hat jedoch Thompsons Geheimnis erkannt und will ihn erpressen. Er soll seine Tochter, eine strenge Kommunistin, um deren Leben Vanya wegen ihrem politischen Engagement fürchtet, aus dem Land schmuggeln. Thompson willigt schließlich ein und will sich mit Vanya treffen.
Vanyas Tochter arbeitet als Straßenbahnchauffeur unter dem Namen Theodore, denn nur Männern ist es erlaubt, Straßenbahnen zu fahren. Thompson versucht, das Mädchen zur Reise nach Amerika zu bringen, doch sie will ihn erst begleiten, wenn sie seinen Hintergrund kennt. Um ihre Sympathien zu erlangen, gibt sich Thompson gegenüber ihr als Kommunist aus und verspricht ihr, dass sie beide in den USA an einer kommunistischen Revolution arbeiten würden. Später sucht Theodore Thompson auf und erklärt ihm, dass sie heiraten müssen, denn dies sei der einzige Weg für sie, das Land verlassen zu können.
Nach ihrer Hochzeitszeremonie wird das Paar verhaftet. Kommissar Vasiliev, der das Amt von einem jüngst an den Folgen eines „Autounfalls“ verstorbenen Genossen übernommen hat, nimmt das Verhör vor. Er befragt Thompson nach der Kamera von Comrade X, die man bei Vanya gefunden hat. Konfrontiert mit der Todesstrafe sagt Thompson zu, den Anführer der Opposition zu verraten. Dafür sollen er, Vanya und Theodore verschont werden. Im Büro des Kommissars ist Thompson schockiert, dort Michael Bastakoff, den vormaligen Oppositionsführer, als neuen Kommissar zu sehen. Inzwischen ist nämlich auch Vasilev an den Folgen eines „Autounfalls“ gestorben.
Thompson kann sich dank belastendem Bildmaterial, das er über Bastakoff besitzt, vorerst mit Vanya und Theodore freikaufen. Allerdings ist es nur eine Frage der Zeit, bis Bastakoff sie umbringen lassen wird. Sie entführen daher einen Panzer und einen General und rollen, verfolgt von der sowjetischen Armee, zur rumänischen Grenze in Sicherheit.

## Kritik
Bosley Crowther von der New York Times schrieb, dass selten ein Film einen Staat und dessen politisches System derart unerbittlich und voller hämischer Freude verspottet habe.
Dave Kehr vom Chicago Reader befand, King Vidor sei nicht in seinem Element bei dieser wichtigtuerischen Farce.

## Auszeichnungen
Walter Reisch erhielt 1941 eine Oscar-Nominierung in der Kategorie Beste Originalgeschichte.

## Hintergrund
Der Film feierte am 13. Dezember 1940 seine Premiere.
In kleinen Nebenrollen sind Michael Rasumny als Offizier und Keye Luke als Tagungsteilnehmer zu sehen. Die Ausstattung des Films stammte von Art-Director Cedric Gibbons und Set-Decorator Edwin B. Willis. Ton-Ingenieur war Douglas Shearer, die Spezial-Effekte stammten von A. Arnold Gillespie. Karl Freund führte die Kamera bei nächtlichen Außenaufnahmen.